# Efesios 4

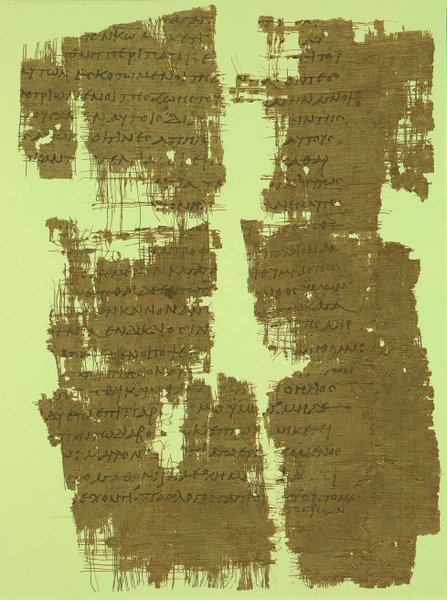
Fragmento de Efesios 4:16-29 en el lado anverso del Papiro 49 del siglo III

Efesios 4 es el cuarto capítulo de la Epístola a los Efesios del Nuevo Testamento de la Biblia cristiana. Tradicionalmente, se cree que fue escrita por Apóstol Pablo mientras estaba en prisión en Roma (hacia el año 62 d. C.), pero más recientemente se ha sugerido que fue escrita entre los años 80 y 100 d. C. por otro escritor que utilizó el nombre y el estilo de Pablo. Este capítulo forma parte de la exhortación de Pablo (Efesios 4-6), con la sección particular sobre la interdependencia mutua de los cristianos como iglesia (versículos 1-16) y cómo deben vivir en el mundo (4:17-5:20).

## Texto
El texto original fue escrito en griego koiné. Este capítulo está dividido en 32 Versículos.

### Testigos textuales
Algunos manuscritos antiguos que contienen el texto de este capítulo son:
- Papiro 46 (~200)
- Papiro 49 (siglo III; existen los versículos 16-29; 31-32).[4][5]
- Codex Vaticanus (325-50)
- Códice Sinaítico (330-60)
- Codex Alexandrinus (400-40)
- Codex Ephraemi Rescriptus (~450; Versículos 1-16 existentes)
- Codex Freerianus (~450; existen los versículos 9-11, 17-19, 28-30)
- Codex Claromontanus (~550)